# Presidenti della Provincia di Caltanissetta
Elenco dei presidenti dell'amministrazione provinciale di Caltanissetta.

## Regno d'Italia (1861–1946)

### Governatori (1860–1861)
| Nº | Nº | Ritratto | Nome                                    | Mandato     | Mandato          | Partito     | Note        |
| Nº | Nº | Ritratto | Nome                                    | Inizio      | Fine             | Partito     | Note        |
| -- | -- | -------- | --------------------------------------- | ----------- | ---------------- | ----------- | ----------- |
| 1  |    |          | Francesco Morillo, barone di Trabonella | giugno 1860 | 17 novembre 1861 | Garibaldino | [ 5 ] [ 6 ] |

### Presidenti del Consiglio provinciale (1861–1928)
| Nº   | Nº | Ritratto | Nome                            | Mandato | Mandato | Partito              |
| Nº   | Nº | Ritratto | Nome                            | Inizio  | Fine    | Partito              |
| ---- | -- | -------- | ------------------------------- | ------- | ------- | -------------------- |
| 1    |    |          | Giuseppe Amico Medico           | 1862    | 1865    | ?                    |
| 2    |    |          | Luigi Lanzirotti                | 1865    | 1868    | ?                    |
| 3    |    |          | Michelangelo Cannizzo           | 1868    | 1869    | ?                    |
| 4    |    |          | Marino Potenza                  | 1869    | 1870    | ?                    |
| 5    |    |          | Francesco Landolina di Rigifili | 1870    | 1871    | ?                    |
| 6    |    |          | Sebastiano Arena                | 1871    | 1872    | ?                    |
| 7    |    |          | Giuseppe Arcurio                | 1872    | 1873    | ?                    |
| 8    |    |          | Giuseppe Giudici                | 1873    | 1874    | ?                    |
| 9    |    |          | Giovanni Calogero Barile        | 1874    | 1875    | ?                    |
| (7)  |    |          | Giuseppe Arcurio                | 1876    | 1877    | ?                    |
| (8)  |    |          | Giuseppe Giudici                | 1877    | 1878    | ?                    |
| 10   |    |          | Pietro Landolina                | 1878    | 1879    | ?                    |
| (3)  |    |          | Michelangelo Cannizzo           | 1879    | 1880    | ?                    |
| (8)  |    |          | Giuseppe Giudici                | 1880    | 1881    | ?                    |
| 11   |    |          | Giuseppe Correnti               | 1881    | 1882    | ?                    |
| (8)  |    |          | Giuseppe Giudici                | 1882    | 1883    | ?                    |
| (6)  |    |          | Sebastiano Arena                | 1883    | 1884    | ?                    |
| (8)  |    |          | Giuseppe Giudici                | 1884    | 1885    | ?                    |
| (6)  |    |          | Sebastiano Arena                | 1885    | 1886    | ?                    |
| (11) |    |          | Giuseppe Correnti               | 1886    | 1890    | ?                    |
| 12   |    |          | Ignazio Testasecca              | 1890    | 1892    | Conservatore         |
| 13   |    |          | Domenico Minolfi Scovazzo       | 1896    | 1898    | Destra               |
| 14   |    |          | Giovanni Roxas                  | 1898    | 1901    | ?                    |
| 15   |    |          | Antonino Nocera                 | 1901    | 1902    | ?                    |
| 16   |    |          | Pietro Lanza di Scalea          | 1902    | 1914    | Destra               |
| 17   |    |          | Napoleone Colajanni             | 1914    | ?       | Partito Repubblicano |
| ?    |    |          | ?                               | ?       | ?       | ?                    |

### Presidenti della Deputazione provinciale (1889–1928)
| Nº  | Nº | Ritratto | Nome                 | Mandato | Mandato | Partito |
| Nº  | Nº | Ritratto | Nome                 | Inizio  | Fine    | Partito |
| --- | -- | -------- | -------------------- | ------- | ------- | ------- |
| 1   |    |          | Gaetano Le Moli      | 1889    | 1892    | ?       |
| 2   |    |          | Giovanni Roxas       | 1893    | 1895    | ?       |
| 3   |    |          | Francesco Tumminelli | 1895    | 1899    | ?       |
| (1) |    |          | Gaetano Le Moli      | 1899    | 1909    | ?       |
| 4   |    |          | Giuseppe Scarlata    | 1909    | 1911    | ?       |
| 5   |    |          | Gaetano Bongiorno    | 1911    | 1914    | ?       |
| 6   |    |          | Salvatore Camerata   | 1914    | ?       | ?       |
| ?   |    |          | ?                    | ?       | ?       | ?       |

### Presidenti della Deputazione provinciale (1943–1947)
| Nº | Nº | Ritratto | Nome                                          | Mandato          | Mandato        | Partito |
| Nº | Nº | Ritratto | Nome                                          | Inizio           | Fine           | Partito |
| -- | -- | -------- | --------------------------------------------- | ---------------- | -------------- | ------- |
| ?  |    |          | Vincenzo Testasecca                           | 25 novembre 1943 | 6 agosto 1944  | ?       |
| ?  |    |          | Pietro Guarino                                | 6 agosto 1944    | 13 marzo 1945  | ?       |
| -  |    |          | Edoardo Rotigliano (Commissario prefettizio)  | 13 marzo 1945    | 16 maggio 1947 | —       |
| -  |    |          | Venanzio Cucugliata (Commissario prefettizio) | 16 maggio 1947   | 5 agosto 1947  | —       |

## Repubblica Italiana (1946–2015)

### Delegati regionali (1947–1970)
| Nº | Nº               | Ritratto         | Nome                                            | Mandato           | Mandato           | Partito |
| Nº | Nº               | Ritratto         | Nome                                            | Inizio            | Fine              | Partito |
| -- | ---------------- | ---------------- | ----------------------------------------------- | ----------------- | ----------------- | ------- |
| 1  |                  |                  | Gaetano Gozzo                                   | 5 agosto 1947     | 13 settembre 1947 | ?       |
| 2  |                  |                  | Francesco Fiandaca                              | 13 settembre 1947 | 29 giugno 1950    | ?       |
| —  |                  |                  | Martino Vittorio Russo (Vice delegato reggente) | 29 giugno 1950    | 26 giugno 1951    | ?       |
| 3  |                  |                  | Salvatore Spinnato                              | 26 giugno 1951    | 13 giugno 1955    | ?       |
| 4  |                  |                  | Francesco Spataro                               | 13 giugno 1955    | 13 maggio 1959    | ?       |
| 5  |                  |                  | Michele Andaloro                                | 13 maggio 1959    | 17 agosto 1960    | ?       |
| 6  |                  |                  | Raffaele Falletta                               | 17 agosto 1960    | 11 dicembre 1961  | ?       |
| 6  | 11 dicembre 1961 | 28 dicembre 1970 | Raffaele Falletta                               |                   |                   | ?       |

### Presidenti della Provincia (1970–2012)

#### Eletti dal consiglio provinciale (1970–1994)
| Nº | Nº | Ritratto | Nome                   | Mandato           | Mandato           | Partito              |
| Nº | Nº | Ritratto | Nome                   | Inizio            | Fine              | Partito              |
| -- | -- | -------- | ---------------------- | ----------------- | ----------------- | -------------------- |
| 1  |    |          | Ferdinando Maiorana    | 28 dicembre 1970  | 24 aprile 1974    | ?                    |
| 2  |    |          | Giuseppe Taglialiavore | 24 aprile 1974    | 22 settembre 1975 | ?                    |
| 3  |    |          | Giuseppe Bufalino      | 22 settembre 1975 | 4 maggio 1976     | ?                    |
| 4  |    |          | Domenico Amato         | 4 maggio 1976     | 24 maggio 1976    | ?                    |
| 5  |    |          | Giuseppe Bufalino      | 3 giugno 1976     | 13 settembre 1980 | ?                    |
| 6  |    |          | Filippo Butera         | 13 settembre 1980 | 30 luglio 1983    | Democrazia Cristiana |
| 7  |    |          | Cosimo Cigna           | 30 luglio 1983    | 21 luglio 1992    | Democrazia Cristiana |
| 8  |    |          | Ernesto Fasulo         | 21 luglio 1992    | 30 giugno 1994    | Democrazia Cristiana |

#### Eletti direttamente dai cittadini (1994–2012)
| Nº | Nº | Ritratto | Nome                                                  | Mandato          | Mandato          | Partito                                                                                        | Elezione  |
| Nº | Nº | Ritratto | Nome                                                  | Inizio           | Fine             | Partito                                                                                        | Elezione  |
| -- | -- | -------- | ----------------------------------------------------- | ---------------- | ---------------- | ---------------------------------------------------------------------------------------------- | --------- |
| 9  |    |          | Vincenzo Rampulla                                     | 30 giugno 1994   | 10 giugno 1998   | Forza Italia                                                                                   | 1994      |
| 10 |    |          | Filippo Collura                                       | 10 giugno 1998   | 18 giu 2008      | Partito Popolare Italiano (1998-2002) La Margherita (2002-2007) Partito Democratico (dal 2007) | 1998 2002 |
| 11 |    |          | Giuseppe Federico                                     | 18 giugno 2008   | 15 novembre 2011 | Movimento per l'Autonomia                                                                      | 2008      |
| —  |    |          | Calogero Salvaggio (Vice-presidente facente funzioni) | 15 novembre 2011 | 31 gennaio 2012  | Il Popolo della Libertà                                                                        | —         |

### Commissari straordinari regionali (2012–2015)
| Nominativo         | Mandato          | Mandato         |
| Nominativo         | Inizio           | Fine            |
| ------------------ | ---------------- | --------------- |
| Damiano Li Vecchi  | 1º febbraio 2012 | 28 aprile 2013  |
| Raffaele Sirico    | 29 aprile 2013   | 31 ottobre 2014 |
| Calogero Guagliano | 9 dicembre 2014  | 8 aprile 2015   |
| Rosaria Barresi    | 4 maggio 2015    | 26 giugno 2015  |
| Luciana Giammanco  | 8 luglio 2015    | 31 luglio 2015  |